# Општина Уехутла де Рејес (Идалго)
Уехутла де Рејес (шп. Huejutla de Reyes) општина је у Мексику у савезној држави Идалго. Општина се налази на надморској висини од 137 м.

## Становништво
Према подацима из 2010. у општини је живело 122905 становника.

### Хронологија
| Година       | 2000                   | 2005                   | 2010                   |
| ------------ | ---------------------- | ---------------------- | ---------------------- |
| Становништво | 108239 (53423 / 54816) | 115786 (57076 / 58710) | 122905 (60254 / 62651) |

### Попис
| \| \| м \| \| \| ж \| \| 0—2 \| 3.886 \| \| \| 3.720 \| \| 3—5 \| 4.029 \| \| \| 4.011 \| \| 6—11 \| 8.462 \| \| \| 8.213 \| \| 12—14 \| 4.067 \| \| \| 3.942 \| \| 15—17 \| 4.402 \| \| \| 4.094 \| \| 18—24 \| 7.521 \| \| \| 7.873 \| \| 60+ \| 5.400 \| \| \| 5.606 \| \| Просек : \| 27,2 \| \| \| 28,2 \| |       |  |  |       |
| |       |  |  |       |
| | м     |  |  | ж     |
| 0—2 | 3.886 |  |  | 3.720 |
| 3—5 | 4.029 |  |  | 4.011 |
| 6—11 | 8.462 |  |  | 8.213 |
| 12—14 | 4.067 |  |  | 3.942 |
| 15—17 | 4.402 |  |  | 4.094 |
| 18—24 | 7.521 |  |  | 7.873 |
| 60+ | 5.400 |  |  | 5.606 |
| Просек : | 27,2  |  |  | 28,2  |

| #   | Индикатор                                                                                        | Вредност |
| --- | ------------------------------------------------------------------------------------------------ | -------- |
| 1   | Становништво од 0 до 2 године                                                                    | 7606     |
| 2   | Мушко становништво од 0 до 2 године                                                              | 3886     |
| 3   | Женско становништво од 0 до 2 године                                                             | 3720     |
| 4   | Становништво са 3 и више година                                                                  | 115158   |
| 5   | Мушко становништво са 3 и више година                                                            | 56297    |
| 6   | Женско становништво са 3 и више година                                                           | 58861    |
| 7   | Становништво са 5 и више година                                                                  | 109815   |
| 8   | Мушко становништво са 5 и више година                                                            | 53602    |
| 9   | Женско становништво са 5 и више година                                                           | 56213    |
| 10  | Становништво са 12 и више година                                                                 | 90443    |
| 11  | Мушко становништво са 12 и више година                                                           | 43806    |
| 12  | Женско становништво са 12 и више година                                                          | 46637    |
| 13  | Становништво са 15 и више година                                                                 | 82434    |
| 14  | Мушко становништво са 15 и више година                                                           | 39739    |
| 15  | Женско становништво са 15 и више година                                                          | 42695    |
| 16  | Становништво са 18 и више година                                                                 | 73938    |
| 17  | Мушко становништво са 18 и више година                                                           | 35337    |
| 18  | Женско становништво са 18 и више година                                                          | 38601    |
| 19  | Становништво од 3 до 5 година                                                                    | 8040     |
| 20  | Мушко становништво од 3 до 5 година                                                              | 4029     |
| 21  | Женско становништво од 3 до 5 година                                                             | 4011     |
| 22  | Становништво од 6 до 11 година                                                                   | 16675    |
| 23  | Мушко становништво од 6 до 11 година                                                             | 8462     |
| 24  | Женско становништво од 6 до 11 година                                                            | 8213     |
| 25  | Становништво од 8 до 14 година                                                                   | 19244    |
| 26  | Мушко становништво од 8 до 14 година                                                             | 9756     |
| 27  | Женско становништво од 8 до 14 година                                                            | 9488     |
| 28  | Становништво од 12 до 14 година                                                                  | 8009     |
| 29  | Мушко становништво од 12 до 14 година                                                            | 4067     |
| 30  | Женско становништво од 12 до 14 година                                                           | 3942     |
| 31  | Становништво од 15 до 17 година                                                                  | 8496     |
| 32  | Мушко становништво од 15 до 17 година                                                            | 4402     |
| 33  | Женско становништво од 15 до 17 година                                                           | 4094     |
| 34  | Становништво од 18 до 24 године                                                                  | 15394    |
| 35  | Мушко становништво од 18 до 24 године                                                            | 7521     |
| 36  | Женско становништво од 18 до 24 године                                                           | 7873     |
| 37  | Женско становништво од 15 до 49 година                                                           | 32079    |
| 38  | Становништво са 60 и више година                                                                 | 11006    |
| 39  | Мушко становништво са 60 и више година                                                           | 5400     |
| 40  | Женско становништво са 60 и више година                                                          | 5606     |
| 41  | Однос између мушкараца и жена                                                                    | 96.17    |
| 42  | Становништво од нуле до 14 година                                                                | 40330    |
| 43  | Становништво од 15 до 64 године                                                                  | 74636    |
| 44  | Становништво од 65 година и више                                                                 | 7798     |
| 45  | Просечан број деце                                                                               | 2.56     |
| 46  | Становништво рођено у ентитету                                                                   | 114446   |
| 47  | Мушко становништво рођено у ентитету                                                             | 56350    |
| 48  | Женско становништво рођено у ентитету                                                            | 58096    |
| 49  | Становништво рођено у другом ентитету                                                            | 7997     |
| 50  | Мушко становништво рођено у другом ентитету                                                      | 3680     |
| 51  | Женско становништво рођено у другом ентитету                                                     | 4317     |
| 52  | Становништво од 5 година и више резидентно у ентитету у јуну 2005. године                        | 106800   |
| 53  | Мушко становништво старосног доба од 5 година и више, резидентно у ентитету у јуну 2005. године  | 52083    |
| 54  | Женско становништво старосног доба од 5 и више година, резидентно у ентитету у јуну 2005. године | 54717    |
| 55  | Становништво од 5 година и више које је живело у другом ентитету у јуну 2005. године             | 2389     |
| 56  | Мушко становништво старије од 5 година које је живело у другом ентитету у јуну 2005. године      | 1145     |
| 57  | Женско становништво старије од 5 година које је живело у другом ентитету у јуну 2005. године     | 1244     |
| 58  | Становништво од 3 године и више које говори аутохтони језик                                      | 69578    |
| 59  | Мушко становништво старо 3 године и више које говори аутохтони језик                             | 34531    |
| 60  | Женско становништво старо 3 године и више које говори аутохтони језик                            | 35047    |
| 61  | Становништво од 3 године и више које говори аутохтони језик и не говори шпански језик            | 11262    |
| 62  | Мушко становништво старо 3 године и више које говори аутохтони језик и не говори шпански         | 4542     |
| 63  | Женско становништво старо 3 године и више које говори аутохтони језик и не говори шпански језик  | 6720     |
| 64  | Становништво старо 3 године и више које говори аутохтони језик и шпански                         | 57606    |
| 65  | Мушко становништво старо 3 године и више које говори аутохтони језик и шпански                   | 29693    |
| 66  | Женско становништво старо 3 године и више које говори аутохтони језик и шпански                  | 27913    |
| 67  | Становништво од 5 година и више које говори аутохтони језик                                      | 67044    |
| 68  | Становништво од 5 година и више које говори аутохтони језик и не говори шпански језик            | 10461    |
| 69  | Становништво од 5 година и више које говори аутохтони језик и говори шпански језик               | 55891    |
| 70  | Становништво у домородачким домаћинствима                                                        | 92241    |
| 71  | Становништво са ограничењима у активностима                                                      | 3631     |
| 72  | Становништво са ограниченим ходањем или кретањем, горе или доле                                  | 1649     |
| 73  | Становници са ограничењима вида, чак и уз кориштење сочива                                       | 1047     |
| 74  | Становништво са ограничењима говора, комуникације или конверзације                               | 574      |
| 75  | Становништво са ограниченим слухом                                                               | 504      |
| 76  | Становништво са ограничењима при одевању, купању или јелу                                        | 214      |
| 77  | Становништво са ограничењима у опажању или учењу једноставних ствари                             | 187      |
| 78  | Становништво са менталним ограничењима                                                           | 372      |
| 79  | Становништво без ограничења активности                                                           | 118411   |
| 80  | Становништво од 3 до 5 година које не похађа школу                                               | 2846     |
| 81  | Мушко становништво од 3 до 5 година које не похађа школу                                         | 1432     |
| 82  | Женско становништво од 3 до 5 година које не похађа школу                                        | 1414     |
| 83  | Становништво од 6 до 11 година које не похађа школу                                              | 348      |
| 84  | Мушко становништво од 6 до 11 година које не похађа школу                                        | 181      |
| 85  | Женско становништво од 6 до 11 година које не похађа школу                                       | 167      |
| 86  | Становништво од 12 до 14 година које не похађа школу                                             | 489      |
| 87  | Мушко становништво од 12 до 14 година које не похађа школу                                       | 234      |
| 88  | Женско становништво од 12 до 14 година које не похађа школу                                      | 255      |
| 89  | Становништво од 15 до 17 година похађа школу                                                     | 5865     |
| 90  | Мушко становништво од 15 до 17 година похађа школу                                               | 3107     |
| 91  | Женско становништво између 15 и 17 година живота у школи                                         | 2758     |
| 92  | Становништво од 18 до 24 године похађа школу                                                     | 4151     |
| 93  | Мушко становништво од 18 до 24 године похађа школу                                               | 2062     |
| 94  | Женско становништво од 18 до 24 године похађа школу                                              | 2089     |
| 95  | Становништво од 8 до 14 година које не може да чита и пише                                       | 1368     |
| 96  | Мушко становништво старосног доба од 8 до 14 година које не може да чита и пише                  | 780      |
| 97  | Женско становништво старосног доби од 8 до 14 година које не може да чита и пише                 | 588      |
| 98  | Становништво од 15 година и више које је неписмено                                               | 17550    |
| 99  | Мушко становништво од 15 година и више које је неписмено                                         | 6772     |
| 100 | Женско становништво од 15 година и више које је неписмено                                        | 10778    |
| 101 | Становништво старо 15 и више година без школовања                                                | 15708    |
| 102 | Мушко становништво старо 15 и више година без школовања                                          | 6094     |
| 103 | Женско становништво старо 15 и више година без школовања                                         | 9614     |
| 104 | Становништво старосног доба 15 и више година са непотпуним основним образовањем                  | 10661    |
| 105 | Мушко становништво старосног доба од 15 година и више са непотпуном основним образовањем         | 5053     |
| 106 | Женско становништво старосног доба 15 и више година са непотпуном основним образовањем           | 5608     |
| 107 | Становништво старо 15 и више година са комплетним основним образовањем                           | 11123    |
| 108 | Мушко становништво старо 15 година и више са комплетним основним образовањем                     | 5210     |
| 109 | Женско становништво старо 15 и више година са комплетним основним образовањем                    | 5913     |
| 110 | Становништво старосног доба 15 и више година са непотпуним средњим образовањем                   | 3785     |
| 111 | Мушко становништво старосног доба од 15 година и више са непотпуним средњим образовањем          | 2096     |
| 112 | Женско становништво старосног доба од 15 година и више са непотпуним средњим образовањем         | 1689     |
| 113 | Становништво старо 15 и више година са пуним секундарном образовањем                             | 17290    |
| 114 | Мушко становништво старосног доба од 15 година и више са пуним секундарном образовањем           | 9271     |
| 115 | Женско становништво старосног доба од 15 година и више са пуним секундарном образовањем          | 8019     |
| 116 | Становништво старије од 18 година са постосновним образовањем                                    | 20601    |
| 117 | Мушко становништво старије од 18 година са постосновним образовањем                              | 10479    |
| 118 | Женско становништво старије од 18 година са постосновним образовањем                             | 10122    |
| 119 | Просечна оцена школовања                                                                         | 7.27     |
| 120 | Просечан ниво образовања мушке популације                                                        | 7.69     |
| 121 | Просечан ниво образовања женског становништва                                                    | 6.88     |
| 122 | Економски активно становништво                                                                   | 42767    |
| 123 | Економски активна мушка популација                                                               | 32296    |
| 124 | Економски активна женска популација                                                              | 10471    |
| 125 | Становништво које није економски активно                                                         | 47208    |
| 126 | Мушко становништво које није економски активно                                                   | 11255    |
| 127 | Женско становништво које није економски активно                                                  | 35953    |
| 128 | Запослено становништво                                                                           | 40980    |
| 129 | Запослено мушко становништво                                                                     | 30908    |
| 130 | Запослено женско становништво                                                                    | 10072    |
| 131 | Незапослена популација                                                                           | 1787     |
| 132 | Незапослена мушка популација                                                                     | 1388     |
| 133 | Незапослена женска популација                                                                    | 399      |
| 134 | Становништво без права на здравствене услуге                                                     | 43016    |
| 135 | Становништво које има право на здравствене услуге                                                | 79485    |
| 136 | Становништво које има право на ИМСС                                                              | 26503    |
| 137 | Становништво које има право на социјално осигурање                                               | 14446    |
| 138 | Становништво које има право на државно социјално осигурање                                       | 228      |
| 139 | Становништво које има право на опште осигурање или здравствено осигурање за нову генерацију      | 33501    |
| 140 | Становништво које је било једном или није било у браку током 12 година и више                    | 31723    |
| 141 | Венчано или уједињено становништво од 12 година и више                                           | 51507    |
| 142 | Становништво које је било у браку или уједињено 12 година и више                                 | 7098     |
| 143 | Становништво са католичком религијом                                                             | 114810   |
| 144 | Протестанти, еванђелисти и библијски следбеници различити од еванђелиста                         | 6094     |
| 145 | Становништво са другим религијама различитим од претходних                                       | 24       |
| 146 | Становништво без религије                                                                        | 955      |
| 147 | Укупно пописаних домаћинства                                                                     | 26276    |
| 148 | Пописна домаћинства на челу са мушкарцима                                                        | 21564    |
| 149 | Пописна домаћинства на челу са женама                                                            | 4712     |
| 150 | Становништво у пописним домаћинствима                                                            | 122764   |
| 151 | Становништво у пописним домаћинствима на челу са мушкарцима                                      | 105719   |
| 152 | Становништво у пописним домаћинствима на челу са женама                                          | 17045    |
| 153 | Укупно домаћинстава                                                                              | 31046    |
| 154 | Укупно насељених домаћинстава                                                                    | 26316    |
| 155 | Укупно приватних кућа                                                                            | 31006    |
| 156 | Насељени приватни домови                                                                         | 26276    |
| 157 | Укупно насељених приватних кућа                                                                  | 26313    |
| 158 | Ненасељене приватне куће                                                                         | 2931     |
| 159 | Појединачна домаћинства за привремену употребу                                                   | 1799     |
| 160 | Становници у насељеним приватним кућама                                                          | 122764   |
| 161 | Насељеност станара у приватним становима                                                         | 4.67     |
| 162 | Просечно становника по соби у приватним насељеним домаћинствима                                  | 1.29     |
| 163 | Појединачна домаћинства са подовима од различитих материјала од земље                            | 20398    |
| 164 | Појединачна домаћинства у приземљу                                                               | 5725     |
| 165 | Појединачна домаћинства са једном спаваћом собом                                                 | 8902     |
| 166 | Појединачна домаћинства са две спаваће собе и више                                               | 17281    |
| 167 | Појединачна домаћинства са једним собом                                                          | 1990     |
| 168 | Појединачна домаћинства са две собе                                                              | 4843     |
| 169 | Појединачна домаћинства са 3 собе и више                                                         | 19320    |
| 170 | Појединачна домаћинства која имају електрично светло                                             | 25547    |
| 171 | Појединачна домаћинства која немају електрично светло                                            | 610      |
| 172 | Појединачна домаћинства која имају водоводну воду у стамбеном простору                           | 21062    |
| 173 | Појединачна домаћинства која немају водоводну воду у стамбеном простору                          | 5111     |
| 174 | Појединачна домаћинства која имају тоалет                                                        | 23854    |
| 175 | Појединачна домаћинства која имају канализацију                                                  | 18919    |
| 176 | Појединачна домаћинства која немају канализацију                                                 | 7218     |
| 177 | Појединачна домаћинства која имају електрично светло, довод воде из јавне мреже и канализацију   | 16422    |
| 178 | Појединачна домаћинства без икаквих услова                                                       | 1808     |
| 179 | Појединачна домаћинства која имају радио                                                         | 20106    |
| 180 | Појединачна домаћинства која имају телевизор                                                     | 20318    |
| 181 | Појединачна домаћинства која имају фрижидер                                                      | 18116    |
| 182 | Појединачна домаћинства која имају машину за веш                                                 | 6083     |
| 183 | Појединачна домаћинства која имају аутомобил или комби                                           | 4800     |
| 184 | Појединачна домаћинства која имају рачунар                                                       | 3750     |
| 185 | Појединачна домаћинства која имају фиксну телефонску линију                                      | 5065     |
| 186 | Појединачна домаћинства која имају мобилни телефон                                               | 10165    |
| 187 | Појединачна домаћинства која имају приступ интернету                                             | 1946     |